# Valle del Tajuña en Torrecuadrada
El Valle del Tajuña en Torrecuadrada  es un espacio natural incluido en la Red Natura 2000 como Zona de Especial Protección para las Aves (ZEPA) y Zona de Especial Conservación (ZEC), situado en la ribera del río Tajuña a su paso por la zona de Torrecuadrada de los Valles (Guadalajara, España). Alcanza una extensión total de 2876,81 ha, distribuidas en 194,62 ha en el término municipal de Abánades; 2101,48 ha en los términos municipales de Renales y Torrecuadrada de los Valles, incluidos en el municipio de Torremocha del Campo; y 580,71 ha en el municipio de Torrecuadradilla. Todos ellos localidades de la provincia de Guadalajara, comunidad de Castilla-La Mancha.

## Descripción
- Código NATURA 2000:

ZEC - ES4240015.
ZEPA - ES0000392.
- Clima - Mediterráneo continentalizado. (Supramediterráneo).
- Extensión - 2.827,47 ha.
- Altitud:

Mínima: 970 m.
Media: 1.064 m.
Máxima: 1.149 m.
- Localización: W/E (Greenwich).

Longitud: W 2º 32' 6".
Latitud: N 40º 52' 59".

### Características
El valle del Tajuña, entre Abánades y la cola del embalse de La Tajera, en Torrecuadrada de los Valles, está excavado sobre depósitos terciarios (margas, calcarenitas, conglomerados y calizas) y secundarios (calizas y dolomías), formando una hoz, sobre estos últimos materiales, con escarpes y laderas con una fuerte pendiente.
La vegetación predominante es el quejigar, con un 35% de extensión, con superficies menores de encinares, un 9%. En las pendientes rocosas, predomina el matorral de sabina negral y enebro, con un 3%.

#### Flora
Los quejigares (Cephalanthero rubrae-Quercetum faginae), son extensos y altamente representativos, encontrándose bien estructurados y siendo un buen ejemplo de quejigar alcarreño de zona fría. Por la continentalidad del clima, aparecen aliagares y salviares (espliego (Lino differentis-Salvietum lavandifoliae), tomillo, etc), acompañados de cambronales, (Lino appresi-Genistetum rigidissimae) con pastizales asociados, de tomillar-pradera, (Festucetum hystricis, Paronychio-Artemisietum pedemontanae) y comunidades terofíticas (Blupero baldensis-Arenarietum ciliaris).
Las laderas y escarpes rocosos, están ocupados por un sabinar negral (Juniperus phoenicea) abierto (Rhamno-Juniperetum phoeniceae), mezclado en algunos lugares con sabina albar (Juniperetum phoeniceo-thuriferae).
En las zonas más frecuentadas por el ganado desarrollan comunidades típicas (Poo bulbosae-Astragaletum sesamei).
La galería fluvial, está bien conservada, aunque la estrechez del valle impide una gran anchura, está formada por alamedas y saucedas blancas (Rubio-Populetum albae) y saucedas iberolevantinas (Salicetum discoloro-angustifoliae).
Los farallones rocosos poseen comunidades rupícolas calcicolas supramediterráneas típicas (Antirrhino pulverulenti-Rhamnetum pumili) y espeleuncícolas (Chaenorhino-Sarcocapnetum enneaphyllae).

#### Fauna

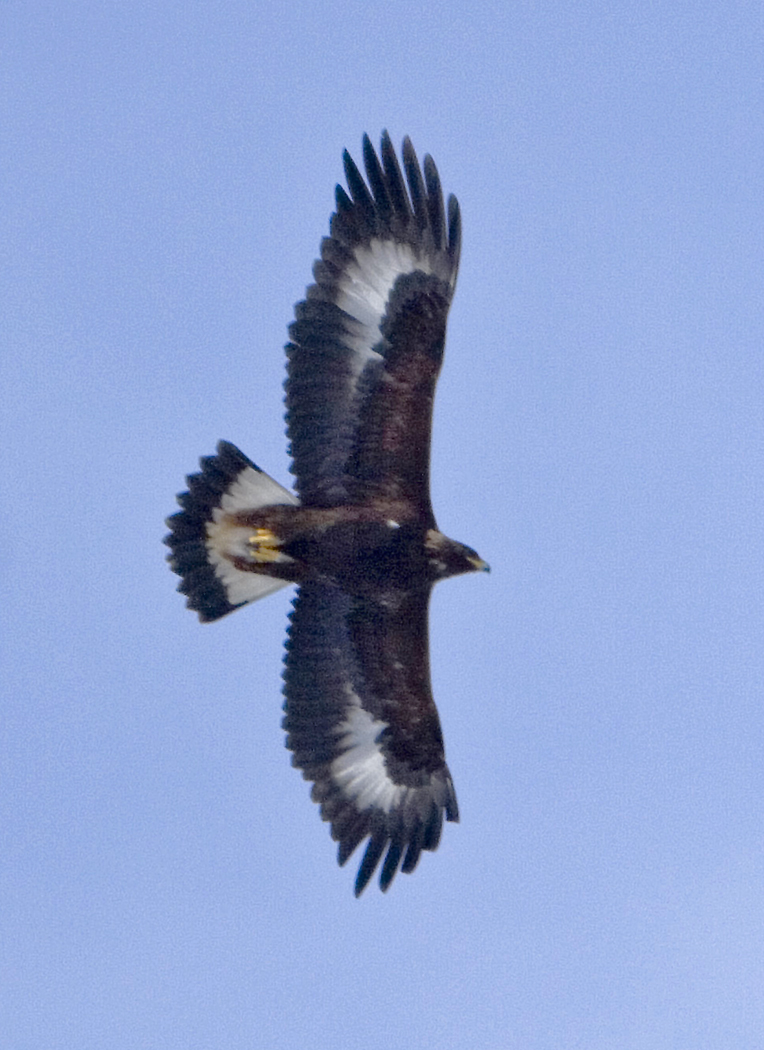
Águila real juvenil.

El río Tajuña, aquí sin regular y escasamente contaminado, es un hábitat de excelente calidad para la nutria, (Lutra lutra) y especies de peces autóctonos como la boga (Chondrostoma polylepis), el barbo (Barbus bocagei), la bermejuela (Rutilus arcasii) la trucha (Salmo trutta), el bagre (Leuciscus cephalus) y la colmilleja (Cobitis paludica); así como, el martín pescador (Alcedo atthis), la garza real (Ardea cinerea), el musgaño de Cabrera (Neomys anomalus), la rata de agua (Arvicola sapidus) y el mirlo acuático (Cinclus cinclus).
La Hoz de Torrecuadrada es, a pesar de su pequeño tamaño, una zona de nidificación para un amplio conjunto de especies de aves rupícolas, como la chova piquiroja (Pyrrhocorax pyrrhocorax), el buitre leonado (Gyps fulvus), el águila real (Aquila chrysaetos), el alimoche (Neophron percnopterus) o el halcón peregrino (Falco peregrinus).
En los quejigares y encinares, resultan hábitat importantes para aves, como el azor (Accipiter gentilis), gavilán (Accipiter nisus), chotacabras pardo (Caprimulgus ruficollis), totovía (Lullula arborea), mamíferos como, el gato montés (Felis silvestris), el tejón (Meles meles), la garduña (Martes foina) y un amplio número de especies de vertebrados forestales.
El lugar incluye la denominada Cueva de la Raposa, que es habitada regularmente por cinco especies de quirópteros, de las especies, el murciélago grande de herradura Rhinolophus ferrumequinum, el murciélago pequeño de herradura Rhinolophus hipposideros, el murciélago mediterráneo de herradura Rhinolophus euryale, el murciélago de cueva Miniopterus schreibersii, el murciélago ratonero grande Myotis myotis y el murciélago ratonero pardo Myotis emarginatus, que aparecen en la Directiva.